# Лизем (Ајфел)
Лизем (њем. Ließem) општина је у њемачкој савезној држави Рајна-Палатинат. Једно је од 235 општинских средишта округа Ајфелкрајс Битбург-Прим. Према процјени из 2010. у општини је живјело 87 становника. Посједује регионалну шифру (AGS) 7232074.

## Географски и демографски подаци
Лизем се налази у савезној држави Рајна-Палатинат у округу Ајфелкрајс Битбург-Прим. Општина се налази на надморској висини од 308 метара. Површина општине износи 3,0 km². У самом мјесту је, према процјени из 2010. године, живјело 87 становника. Просјечна густина становништва износи 29 становника/km².